# Boubacar Sanogo
Boubacar Sanogo, född den 17 december 1982 i Dimbokro, är anfallare i fotbollsklubben Al-Fujairah från Förenade Arabemiraten. Han spelar även för Elfenbenskustens fotbollslandslag. Sanogo har tidigare spelat i bland annat Hoffenheim som han var utlånad till våren 2009 från SV Werder Bremen.